# Hassan Alla
Hassan Alla (ur. 24 listopada 1980 w Wadżdzie) – marokański piłkarz grający na pozycji pomocnika.

## Kariera klubowa
Karierę piłkarską Alla rozpoczął klubie MC Oujda z rodzinnej Wadżdy. W 2000 roku zadebiutował w jego barwach w drugiej lidze marokańskiej. W 2003 roku awansował z nim z drugiej ligi do pierwszej ligi. W sezonie 2004/2005 był wypożyczony do Baniyas SC ze Zjednoczonych Emiratów Arabskich. W MC Oujda grał do połowy 2006 roku.
Latem 2006 roku Alla przeszedł z MC Oujda do francuskiego Le Havre AC. W drugiej lidze francuskiej zadebiutował 28 lipca 2006 roku w przegranym 1:3 domowym spotkaniu z Amiens SC. Od czasu debiutu jest podstawowym zawodnikiem drużyny z Hawru. W Le Havre występował do 2013 roku.
W 2013 roku Alla został zawodnikiem Stade Lavallois. Grał w nim do 2017/ W sezonie 2017/2018 występował w US Boulogne.
| Sezon   | Klub            | Kraj                         | Rozgrywki            | Mecze | Bramki |
| ------- | --------------- | ---------------------------- | -------------------- | ----- | ------ |
| 2000/01 | MC Oujda        | Maroko                       | GNF 2                | ?     | ?      |
| 2001/02 | MC Oujda        | Maroko                       | GNF 2                | ?     | ?      |
| 2002/03 | MC Oujda        | Maroko                       | GNF 2                | ?     | ?      |
| 2003/04 | MC Oujda        | Maroko                       | GNF 1                | 27    | 6      |
| 2004/05 | Baniyas SC      | Zjednoczone Emiraty Arabskie | UAE League           | 25    | 0      |
| 2005/06 | MC Oujda        | Maroko                       | GNF 1                | 29    | 8      |
| 2006/07 | Le Havre AC     | Francja                      | Ligue 2              | 21    | 2      |
| 2007/08 | Le Havre AC     | Francja                      | Ligue 2              | 30    | 3      |
| 2008/09 | Le Havre AC     | Francja                      | Ligue 2              | 32    | 1      |
| 2009/10 | Le Havre AC     | Francja                      | Ligue 2              | 12    | 2      |
| 2010/11 | Le Havre AC     | Francja                      | Ligue 2              | 27    | 1      |
| 2011/12 | Le Havre AC     | Francja                      | Ligue 2              | 8     | 0      |
| 2011/12 | Le Havre AC B   | Francja                      | CFA                  | 5     | 0      |
| 2012/13 | Le Havre AC B   | Francja                      | CFA                  | 0     | 0      |
| 2013/14 | Stade Lavallois | Francja                      | Ligue 2              | 35    | 4      |
| 2014/15 | Stade Lavallois | Francja                      | Ligue 2              | 34    | 5      |
| 2015/16 | Stade Lavallois | Francja                      | Ligue 2              | 36    | 3      |
| 2016/17 | Stade Lavallois | Francja                      | Ligue 2              | 37    | 6      |
| 2017/18 | US Boulogne     | Francja                      | Championnat National | 29    | 0      |

## Kariera reprezentacyjna
W reprezentacji Maroka Alla zadebiutował w 2004 roku. W tym samym roku był powołany do kadry na Puchar Narodów Afryki 2004. Tam wywalczył wicemistrzostwo kontynentu i wystąpił w jednym meczu, z Beninem (4:0). W latach 2004–2006 rozegrał w kadrze narodowej 6 spotkań.